# Emilio Camacho
Emilio Camacho ist ein ehemaliger mexikanischer Fußballspieler auf der Position eines Stürmers.
Camacho spielte zunächst für Atlas Guadalajara und wechselte 1971 zum Stadtrivalen Deportivo Guadalajara, bei dem er von 1971 bis mindestens 1975 unter Vertrag stand.